# Jogabilidade de Dragon Quest
Dragon Quest é uma série de videogames RPG que se originou em 1986 com o lançamento do seu primeiro jogo . Embora os jogos não tenham as suas histórias conectadas, muitos aspectos da gameplay são análogos em toda a série. Cada jogo da série adiciona novos elementos à jogabilidade, como missões mais longas, classes de personagens ou diferentes formas de se desenvolver a história.
Uma das principais características da série Dragon Quest é que ela mantém a mesma estrutura e jogabilidade geral ao longo da série, ao invés de se reinventar a cada novo volume. Isso foi visto tanto como um aspecto positivo quanto negativo pelos críticos da série.

## História
Dragon Quest foi criado por Yūji Horii, que viria a setornar o principal diretor de cenários da série. Yūji Horii originalmente usou o mapa em tela cheia de Ultima e a batalha do menu em primeira pessoa e a tela Wizardry orientada para estatísticas para criar a jogabilidade de Dragon Quest . Dragon Quest é frequentemente citado como o nascimento dos JRPGs . Cada jogo da série principal se baseia em seu antecessor, mas a jogabilidade nunca se afasta das origens da série.
Questionado sobre a resistência do jogo às mudanças durante uma entrevista, Horii explicou que quer "manter as coisas simples e organizadas, depois de vinte anos descobri que esta é a melhor maneira". Durante a mesma entrevista, Horii também afirmou que nunca gostaria de fazer um RPG de ação para a série. Ele disse: "A razão é porque eu quero tornar o jogo divertido, simples e relaxante, para que você possa apenas sentar e relaxar. As pessoas que não gostam de pensar muito podem simplesmente apertar o botão e ainda assim sobreviver. As pessoas que gostam de pensar e criar estratégias também têm a opção de fazer isso." Embora Dragon Quest IX estivesse programado para ter um estilo de combate orientado para a ação, ele foi alterado de volta para o combate baseado em menu em 2007, dois anos antes de seu lançamento em resposta à reação dos fãs.

## Elementos comuns
Em cada parcela da série Dragon Quest, os jogadores podem controlar um grupo de até quatro personagens. O número de membros do grupo depende do jogo, assim como o número de inimigos que podem aparecer em uma batalha. Dragon Quest apresentou apenas encontros um-a-um, enquanto Dragon Quest II expandiu o grupo para três personagens e o número de inimigos também foi aumentado. Dragon Quest III aumentou ainda mais o tamanho do grupo para quatro personagens, que permaneceu. Os jogadores devem mover seus grupos por diferentes cidades, masmorras e mapa-múndi para progredir em cada jogo. Normalmente, o grupo deve entrar em uma cidade ou masmorra e derrotar um inimigo específico ou recuperar um item para progredir na história. Personagens não jogáveis existem no jogo para o grupo interagir. Os NPCs são responsáveis por fornecer informações úteis ao jogador, vender itens, salvar o jogo do jogador ou curar o grupo, geralmente em uma pousada por uma taxa. Os heróis da série geralmente devem derrotar um antagonista principal para completar a aventura, e sempre há várias tarefas que eles devem realizar antes disso, geralmente envolvendo NPCs de diferentes cidades.
Em Dragon Quest, os jogadores tinham que passar por um menu para usar escadas, abrir baús de tesouro e falar com NPCs. A localização do jogo também incluiu algumas melhorias de jogabilidade, como poder ver a direção em que seu personagem está viajando e a capacidade de salvar seu jogo por meio de uma bateria reserva em vez de senhas . Embora melhorias tenham sido feitas em versões posteriores, a série manteve a mesma interface básica.
Dragon Quest apresenta meninas de massagem "puff puff" das quais o jogador pode optar por obter um serviço. [Note 1] Em jogos anteriores, o fundo ficava preto e o texto era exibido; em alguns jogos posteriores, piadas foram usadas. Estes foram removidos de algumas traduções norte-americanas, mas não de outras. Além disso, em jogos posteriores, monstros e personagens podem usar isso como um ataque. O efeito pode fazer com que inimigos e personagens percam a vez.
Até Dragon Quest VIII, a exploração era toda de uma visão aérea, enquanto as batalhas eram em uma perspectiva de primeira pessoa . Dragon Quest VIII mudou esse sistema apresentando ambientes totalmente tridimensionais e batalhas em terceira pessoa . Os jogos Dragon Quest anteriores foram lançados usando apenas gráficos 2D . Começando com Dragon Quest VII, gráficos 3D foram introduzidos, porém os gráficos eram extremamente limitados em comparação aos lançados em Dragon Quest VIII . Desde então, todos os jogos, incluindo os remakes para o Nintendo DS, incluíram algum nível de jogabilidade 3D.
Os jogos Dragon Quest geralmente apresentam diferentes formas de veículos para o grupo explorar o mapa-múndi. Esses veículos permitem que o grupo atravesse terrenos que não podem ser percorridos. Isso inclui navios, que dão ao grupo a opção de viajar na água. Dragon Quest IV apresentava um balão de ar quente, que permitia ao grupo viajar por montanhas.
Cada jogo Dragon Quest na série principal é um videogame RPG e apresenta batalhas por turnos . Durante a batalha, os jogadores podem emitir comandos para o grupo e, em seguida, os personagens e monstros se revezarão para atacar uns aos outros. Certos personagens também são capazes de usar magia ou habilidades, e esses comandos podem danificar os inimigos, recuperar pontos de vida ou remover doenças de status, ou aumentar e diminuir as estatísticas de membros do grupo ou inimigos. Até Dragon Quest IX, as batalhas ocorriam aleatoriamente na série. Ao mover o grupo por uma masmorra ou pelo mapa-múndi, há uma chance de um grupo inimigo atacar. Em Dragon Quest IX, os inimigos são visíveis no campo e os jogadores devem tocá-los para entrar em uma batalha.
Os personagens ganham pontos de experiência para cada monstro que o grupo derrota na batalha. À medida que os personagens ganham pontos de experiência, eles ganham níveis e suas estatísticas aumentam, tornando-os mais fortes. Essas estatísticas incluem pontos de vida, pontos mágicos, força, agilidade e vitalidade. Em certos jogos, incluindo Dragon Quest VII, os personagens também ganharão diferentes tipos de pontos nas batalhas. Em Dragon Quest VII, cada personagem de batalha é vitorioso e ganha pontos de classe, o que lhes permite aumentar seus níveis de classe e, eventualmente, dominar essa classe. Vencer batalhas também concede ouro ao grupo, que pode ser gasto em itens em lojas, pousadas ou igrejas para curar ou reviver personagens.
Dragon Quest IV introduziu um sistema de "Táticas", onde o jogador pode definir as rotinas de IA para NPCs, que é visto como um precursor do sistema de " Gambits " de Final Fantasy XII . Dragon Quest V deu aos jogadores a oportunidade de capturar e criar vários monstros que apareciam em encontros aleatórios. Esses monstros podem ser adicionados ao grupo do jogador e participar da batalha, ganhando pontos de experiência da mesma forma que os membros humanos do grupo. Este recurso abrangeria sua própria série de jogos intitulada Dragon Quest Monsters A captura de monstros apareceria brevemente em Dragon Quest VII por ter um minijogo de parque de monstros no qual os jogadores poderiam colocar monstros capturados após as batalhas.
Começando com Dragon Quest III, a série apresentou diferentes formas de customização de personagens. Os jogadores tiveram a opção de criar um grupo de quatro personagens consistindo no Herói principal e três personagens feitos pelo jogador. Classes como Guerreiro, Mago, Clérigo ou Mercador podem ser definidas no personagem e as estatísticas e habilidades desse personagem se correlacionam com a classe dada. Dragon Quest VI, Dragon Quest VII e Dragon Quest IX apresentavam sistemas de classes semelhantes, construídos a partir do sistema original de Dragon Quest III .
Os personagens dos jogos Dragon Quest podem usar uma ampla variedade de habilidades, feitiços e perícias. O jogo original apresentava apenas alguns feitiços de cura e dano, mas cada jogo foi expandido na lista. Dragon Quest VI introduziu skills (トクギ, tokugi) , uma classe de habilidades especiais não mágicas. A maioria dos feitiços custam pontos de magia, enquanto muitas habilidades não custam MP.

### Mini medalhas
I wanted the fun of collecting these things in the game. Saying that though, if it were the case that 'You can't clear IV without gathering gem stones' it would be just following the same old pattern, so I went and made it something that has nothing to do with clearing the game. The people who find them, depending on how many they find, are given useful items! That's the way I made it.

Yuji Horii on the introduction of mini medals to Dragon Quest
Começando com Dragon Quest IV, um novo item colecionável conhecido como mini medalhas foi introduzido. Desde então, essas mini medalhas foram usadas em todos os títulos principais do Dragon Quest . As medalhas lembram pequenas moedas de ouro com uma estrela de cinco pontas no meio. O jogador coleta essas medalhas ao longo do jogo abrindo baús, quebrando potes e barris e vasculhando sacos e gavetas. Em Dragon Quest IX, o jogador também pode obter alguns completando missões ou de um ponto de desova no mapa-múndi. Em um determinado momento durante os jogos, o jogador encontra um personagem que pode trocar essas medalhas por itens. De Dragon Quest IV a VII, este era um personagem recorrente conhecido como Mini Medal King. Enquanto ele é substituído em títulos Dragon Quest posteriores, ele continua a ser referenciado. Em Dragon Quest VIII ele aparece, mas é sua filha quem coleciona as medalhas. Em Dragon Quest IX, embora as medalhas sejam coletadas por um capitão pirata, o diálogo faz referência à sua conexão com os Mini Medal Kings.
De acordo com Horii, ele queria ter algo que o jogador coletasse, já que os jogos Dragon Quest anteriores tinham cristas e orbes, respectivamente. No entanto, ele não queria fazer a mesma coisa novamente, forçando o jogador a coletar um certo número de itens antes de vencer o jogo; em vez disso, as mini medalhas não têm nada a ver com a conclusão do jogo.

### Mini jogos
Durante o jogo, os jogadores podem participar de minijogos . Mini-medalhas podem ser encontradas e trocadas por itens exclusivos, um recurso que pode ser rastreado até Dragon Quest IV e foi apresentado em remakes de jogos anteriores da série. Além das mini-medalhas, o remake de Dragon Quest III permitia aos jogadores coletar medalhas de monstros de seus monstros em perspectiva. O remake também apresentava Pachisi, ou Suguroku no Japão, um minijogo estilo jogo de tabuleiro no qual o jogador podia ganhar itens. Este jogo foi baseado na outra série de videogames de Horii, Itadaki Street .
Vários jogos da série apresentam cassinos para os jogadores ganharem itens jogando vários jogos, incluindo pôquer e apostas em batalhas de monstros. O remake de Dragon Quest V para DS apresenta vários novos minijogos, incluindo Bruise the Ooze, Treasures 'n' Trapdoors, uma versão de Pachisi, Slurpodrome e tombola.

## Recepção e legado
A jogabilidade de Dragon Warrior é vista pela crítica como revolucionária. Em um artigo para Gamasutra, Kurt Kalata apontou que o jogo "também foi um dos jogos mais profundos vistos no Famicom na época. Em 1986, se você queria um jogo complicado, precisava de um PC caro." Um grande aspecto dos jogos Dragon Quest é a continuidade da jogabilidade da série. Ao comparar os quatro jogos do NES, Kyle Knight da Allgame apontou que os jogos fizeram pouca inovação em termos de jogabilidade e gráficos, mas que cada parcela era mais longa e tinha mais profundidade do que a anterior. Em Dragon Warrior IV, ele argumentou, "você ainda precisa contornar o sistema de menus do Dragon Warrior. Para abrir portas, falar com personagens ou realizar qualquer outra ação, você deve ir ao ponto de acesso para a ação apropriada, ir ao menu e clicar no verbo apropriado." Chris Kohler, da Wired, observou que o remake de Dragon Quest IV parecia "um jogo retrô" e que "parecerá muito nostálgico e divertido para qualquer um que tenha boas lembranças de bisbilhotar Dragon Quest IV em seu Famicom". Mark Bozon reclamou de "menus simples e arcaicos" em sua análise IGN de Dragon Quest V .
IGN descreveu o sistema de classes de Dragon Warrior VII como "um dos melhores sistemas de classes vistos fora de um RPG de estratégia". Em uma prévia de Dragon Quest IX no 1UP, Jeremey Parish observou que a customização do personagem foi uma saída bem-vinda da série de jogos com apenas personagens predeterminados e escreveu que "Você pode definir a aparência básica do seu anjo guerreiro até certo ponto, mas ele ou ela vai parecer um fugitivo de um desenho animado de Dragon Ball, não importa o quê."

### Legado
Dragon Warrior foi listado na lista da GameSpot dos 15 jogos mais influentes de todos os tempos, chamando-o de "RPG mais influente de todos os tempos" e afirmou que quase todos os RPGs japoneses hoje têm raízes em sua jogabilidade. GameSpot também observou que os gráficos 2D do jogo foram imitados pela maioria dos RPGs japoneses até que os videogames começaram a usar gráficos 3D. Em outro artigo do Gamasutra, Kalata afirmou que Dragon Quest foi o primeiro de seu gênero e que "inspirou dezenas de clones. A maioria deles deve ser esquecida, mas inspirou duas franquias mais notáveis: Square's Final Fantasy e Sega's Phantasy Star ". Ele também observou que, quando localizado pela primeira vez para a América do Norte, não foi imediatamente popular devido aos gráficos "abaixo da média" e à "interface enfadonha".